# Amour et Quiproquos

Amour et Quiproquos (Anything for Love) est un téléfilm canadien réalisé par Terry Ingram, et diffusé le 14 février 2016 sur Hallmark et en France le 2 mars 2017 sur TF1.

## Synopsis
Une femme d'affaires ment sur sa carrière sur son profil sur un site de rencontres alors que son prétendant ment également sur sa véritable identité.

## Fiche technique
- Réalisation : Terry Ingram
- Scénario : Barbara Curry
- Durée : 84 minutes
- Pays :  Canada

## Distribution
- Erika Christensen : Katherine Benson
- Paul Greene (VF : Pierre Tessier) : Jack Cooper
- Antonio Cupo (VF : Julien Sibre) : Charles Hodges
- Ali Liebert (VF : Marie Tirmont) : Debbie Kelvin
- Patrick Gilmore : Reggie Le Duca
- Tom Butler : Edward Benson
- Dylan Schmid : Brandon
- Jordana Largy (VF : Julia Boutteville) : Angel
- Nicole Major : Brooke
- BJ Harrison : Mildred
- Ryan Alexander MacDonald : Docteur J. Thomas Cooper
- Alex Kliner : Ernie
- Jake T. Roberts : Samuels
- Mark McConchie : Vieil homme
- Donny Lucas : Stan
- Juliana Wimbles : Kim
- Chris Shields : Chirurgien

 Source et légende : version française (VF) sur RS Doublage